# روزبه یاسینی
 روزبه یاسینی   مهندس، نویسنده ایرانی-آمریکایی و مخترع مودم کابلی است. وی مدیر اجرایی مرکز تعالی پهنای باند دانشگاه نیوهمپشر ( University of New Hampshire Broadband Center of Excellence ) است. یاسینی نویسنده کتابی با نام سیاره پهن باند ( Planet Broadband ) است که نگاهی انسان دوستانه به فناوری پهن باند و کمک های آن به جامعه دارد.
یاسینی در سال ١٩٨١ مدرک مهندسی خود را از دانشگاه ایالتی وست ویرجینیا دریافت کرده است.